# Scleromytilus hargreavesi
Scleromytilus hargreavesi är en insektsart som beskrevs av Hall 1946. Scleromytilus hargreavesi ingår i släktet Scleromytilus och familjen pansarsköldlöss.
Artens utbredningsområde är Uganda. Inga underarter finns listade i Catalogue of Life.